# Bucket shop
As Bucket Shops eram lojas especializadas em negociações fictícias com ações e commodities, que floresceram nos Estados Unidos no final do século XIX e início do século XX. Eram pseudo-corretoras onde as compras e as vendas não eram realmente efetivadas na Bolsa de Valores.
Consistiam apenas de apostas feitas pelo cliente na alta ou na queda de uma ação ou commodity. As perdas e ganhos eram bancadas diretamente pela Bucket Shop. Foram consideradas ilegais em 1920.